# David August Brauns
Pour les articles homonymes, voir Brauns.
David August Brauns, né le 1er août 1827 à Braunschweig et mort le 1er décembre 1893 à Bad Gandersheim, est un géologue allemand.

## Biographie
David Brauns est né en 1827 dans le duché de Brunswick, en Basse-Saxe, dans le nord de l'Allemagne. Son père était professeur d'architecture au Collegium Carolinum (aujourd'hui l'université technique de Brunswick).
En 1844, il entra à la faculté de médecine de l'université Georg-August de Göttingen. En 1846, il devint membre du Corps Borusso-Brunsviga et du Corps Brunsviga de Göttingen (de). Il a obtenu son doctorat en médecine de l'université de Munich en 1848.
Il travailla d'abord comme médecin praticien. De 1854 à 1856, il servit pendant la guerre de Crimée en tant qu'officier et chirurgien. À son retour de la guerre, il devint ingénieur ferroviaire et se consacre à la recherche géologique.
En 1861, il travailla sur une étude géologique du site de construction du chemin de fer Braunschweig-Süd (de). L'année suivante, en 1862, il publia les résultats de son enquête dans la revue Palaeontographica. Depuis la publication de cet article, il a obtenu des succès principalement dans la recherche sur le système jurassique. En 1873, il obtint son doctorat en géologie à l'Université de Marbourg. En 1874, il devint professeur de géologie et de pédologie à l'université de Halle.
En 1879, lorsque le mandat de Naumann comme professeur à la Faculté des sciences de l'Université de Tokyo expira, Brauns, également allemand, fut invité par le ministère japonais de l'Éducation à lui succéder. Il arrive au Japon en décembre de la même année et enseigne la géologie générale et la paléontologie à l'Université de Tokyo de janvier 1880 à décembre 1881. Durant son séjour au Japon, il a mené des études géologiques dans divers endroits tout en donnant des conférences et en rédigeant un article. Il a collecté des fossiles de coquillages sur les rives de la rivière Shakujii (en) à Oji, Kita-ku, Tokyo, et a nommé la couche contenant des fossiles la couche de coquillages d'Oji. L'un des affleurements étudiés par Browns est préservé dans l'espace vert Otonashi Sakura.
En 1883, un pêcheur local a découvert la molaire d'un Palaeoloxodon naumanni près du confluent du Tone-gawa et du lac Kasumigaura, dans le village de Kihara, district d'Inashiki, préfecture d'Ibaraki (aujourd'hui village de Miho), et a publié un article décrivant la dent. Celle-ci a ensuite été conservée à l'Université de Tokyo.
Brauns a écrit des articles sur la corneille noire et le loup japonais. Il a également mené des recherches sur Ezo et a écrit un article sur la culture Aïnou.
L'épouse de Brauns était l'écrivaine Caroline Wilhelmine Emma Eggers (1836–1905). Il revint avec elle du Japon à Halle-sur-Saale en 1881, où il reprit son poste de maître de conférences à l'université Friedrichs. Il y fut nommé professeur titulaire en 1885,. En 1887 eut lieu son élection à l'Académie allemande des sciences naturelles Leopoldina. Il est mort à Bad Gandersheim en 1893 à l'âge de 66 ans et 4 mois.

## Publications

### Géologie
- Der Sandstein bei Seinstedt unweit des Fallsteins und die in ihm vorkommenden Pflanzenreste. (Le grès près de Seinstedt, non loin du Fallstein, et les restes de plantes qui y ont été trouvés). Dans : Palaeontographica, 9, 2. Lfg. , Schweizerbart´sche Verlagsbuchhandlung, Stuttgart 1862, pp. 47 – 62, pl. XIII – XV,
- Der Sandstein bei Seinstedt unweit des Fallsteins und die in ihm vorkommenden Pflanzenreste, nebst Bemerkungen über die Sandsteine gleichen Niveaus anderer Oertlichkeiten Norddeutschlands. (Le grès près de Seinstedt, non loin du Fallstein, et les restes de plantes qui y ont été trouvés, ainsi que des remarques sur les grès du même niveau à d'autres endroits dans le nord de l'Allemagne). Dans : Palaeontographica, 13, 5. Lfg. , Schweizerbart´sche Verlagsbuchhandlung, Stuttgart 1866, pp. 237 – 246, pl. XXXVI
- Der mittlere Jura im nordwestlichen Deutschland von den Posidonienschiefern bis zu den Ornatenschichten mit besonderer Berücksichtigung seiner Molluskenfauna. (Le Jurassique moyen dans le nord-ouest de l'Allemagne, des schistes à posidonies aux couches ornées, avec un accent particulier sur sa faune de mollusques.) 313 pp., 2 pl. , Éditeur de Theodor Fischer, Cassel 1869
- Der untere Jura im nordwestlichen Deutschland von der Grenze der Trias bis zu den Amaltheenthonen, mit besonderer Berücksichtigung seiner Molluskenfauna. Nebst Nachträgen zum mittleren Jura. (Le Jurassique inférieur dans le nord-ouest de l'Allemagne, de la limite du Trias aux argiles amalthéennes, avec un accent particulier sur sa faune de mollusques. Y compris les suppléments au Jurassique moyen.) 493 pp., 2 planches, imprimé et publié par Friedrich Vieweg et Fils, Braunschweig 1871
- Der Obere Jura im nordwestlichen Deutschland von der oberen Grenze Der Ornatenschichten bis zur Wealdbildung mit besonderer Berücksichtigung seiner Molluskenfauna. Nebst Nachträgen zum unteren und Mittleren Jura. (Le Jurassique supérieur dans le nord-ouest de l'Allemagne, de la limite supérieure des couches ornées à la formation de Weald, avec un accent particulier sur sa faune de mollusques. Y compris des suppléments au Jurassique inférieur et moyen. 431 p., III pl. , Imprimé et publié par Friedrich Vieweg and Son, Braunschweig 1874
- Die Technische Geologie oder die Geologie in Anwendung auf Technik, Gewerbe und Landbau. (Géologie technique ou géologie appliquée à la technologie, à l'industrie et à l'agriculture. 400 pages, 80 illustrations.), G. Schwetschke´scher Verlag, Halle 1878
- Geology of the Environs of Tokio. (Géologie des environs de Tokyo.) Mémoires du Département des Sciences, Tokyo Daigaku, (Université de Tokyo), n° 4, publié par Tokio Daigaku, Tokyo 1881

### Folklore japonais
- Japanische Märchen und Sagen. (Contes et légendes japonais.) Édité par Wilhelm Friedrich, Leipzig 1885